# An der Kunst 8 (Quedlinburg)

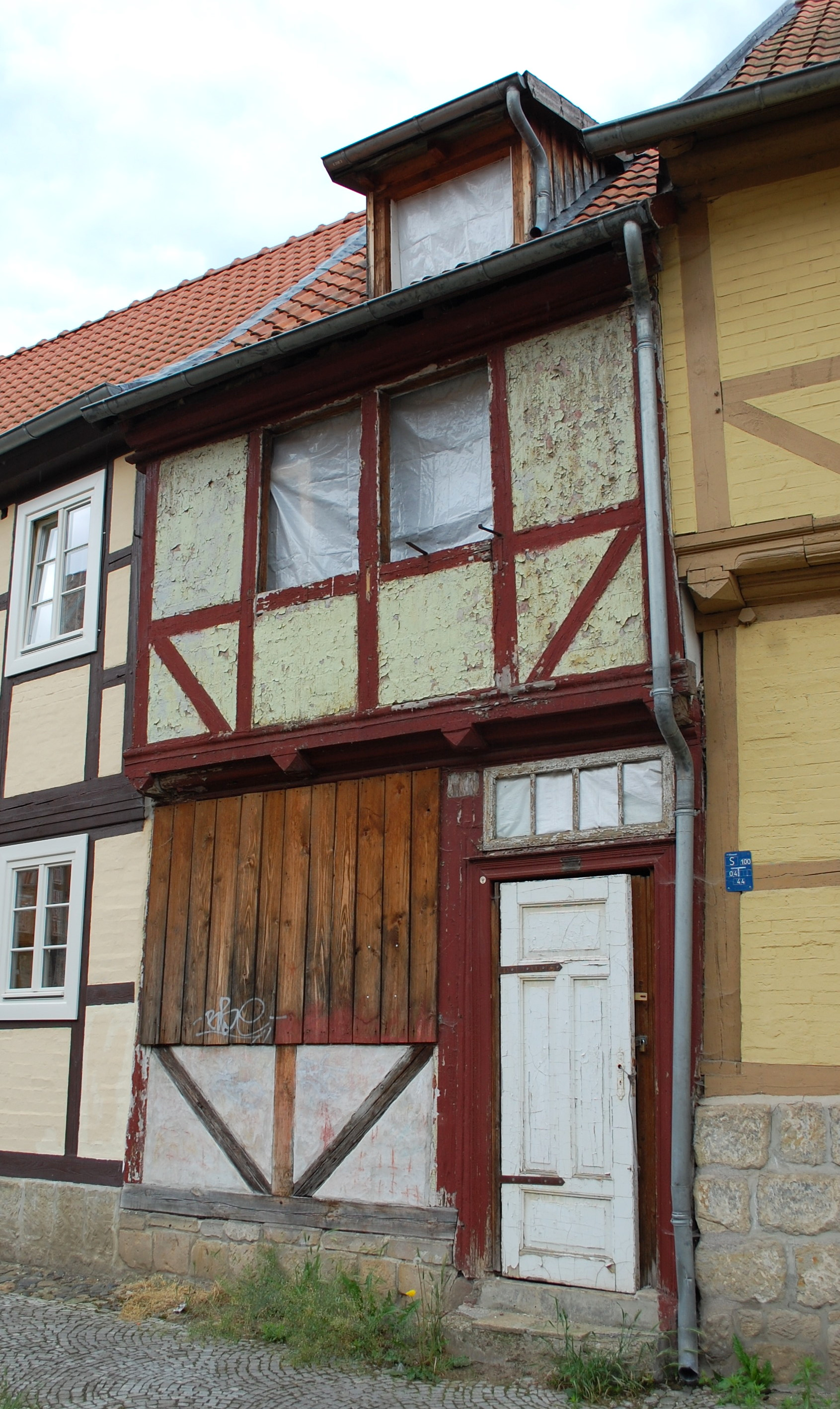
An der Kunst 8

Das Haus An der Kunst 8 ist ein denkmalgeschütztes Gebäude in der Stadt Quedlinburg in Sachsen-Anhalt.

## Lage
Es befindet sich im Stadtgebiet südlich des Quedlinburger Schlossberges und ist im Quedlinburger Denkmalverzeichnis als Wohnhaus eingetragen. Es gehört zum UNESCO-Weltkulturerbe. Unmittelbar westlich grenzt das gleichfalls denkmalgeschützte Haus An der Kunst 9 an.

## Architektur und Geschichte
Das kleine Fachwerkhaus entstand nach einer am Gebäude befindlichen Inschrift im Jahr 1734 und umfasst in der Breite nur fünf Gebinde. Als Verzierungen sichtbar sind Pyramidenbalkenköpfe und eine profilierte Stockschwelle. Die Inschrift verweist mit den Buchstaben M.J.A.T.Z.M auf den Zimmermeister Joachim Trost als Baumeister.
Das leerstehende Gebäude ist sanierungsbedürftig (Stand 2012).